# Estamariu
Estamariu ist eine Gemeinde (municipi) mit 132 Einwohnern (Stand: 2024) in der Provinz Lleida in der Autonomen Region Katalonien.

## Lage
Estamariu liegt in den Bergen der südlichen Pyrenäen in einer durchschnittlichen Höhe von ca. 1085 m am Segre, der die Gemeinde im Südwesten und Südosten begrenzt. Estamariu liegt etwa 110 Kilometer nordnordöstlich von Lleida.

## Bevölkerungsentwicklung
| Jahr      | 1970 | 1981 | 1990 | 2001 | 2011 | 2021 |
| Einwohner | 101  | 63   | 51   | 124  | 123  | 129  |

## Sehenswürdigkeiten
- Cäcilienkirche
- Saturninuskirche
- Vinzenzkirche
- Ruinen des Benediktinerklosters Sant Andreu de la Quera
- Cäcilienkapelle

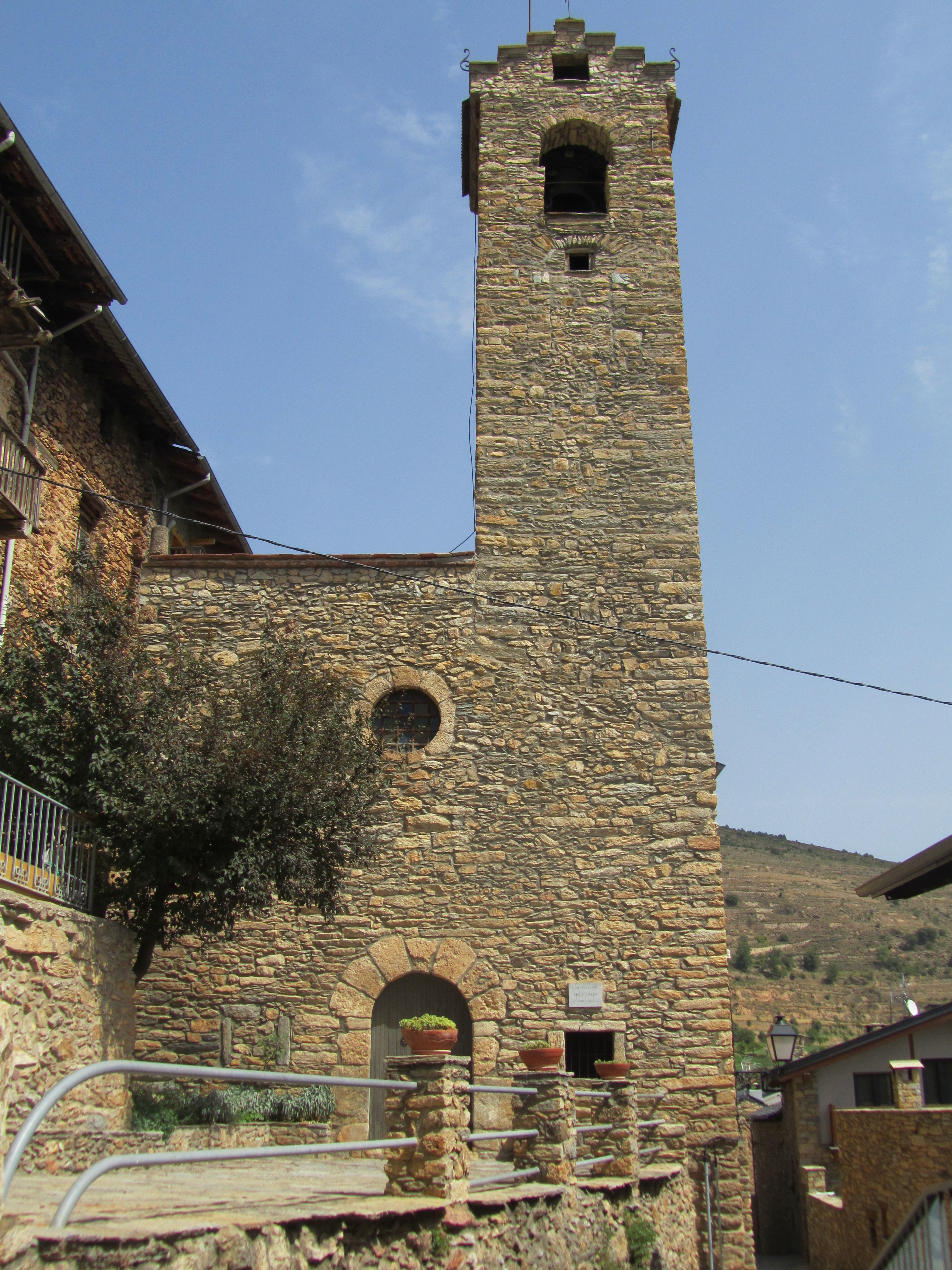
Cäcilienkirche
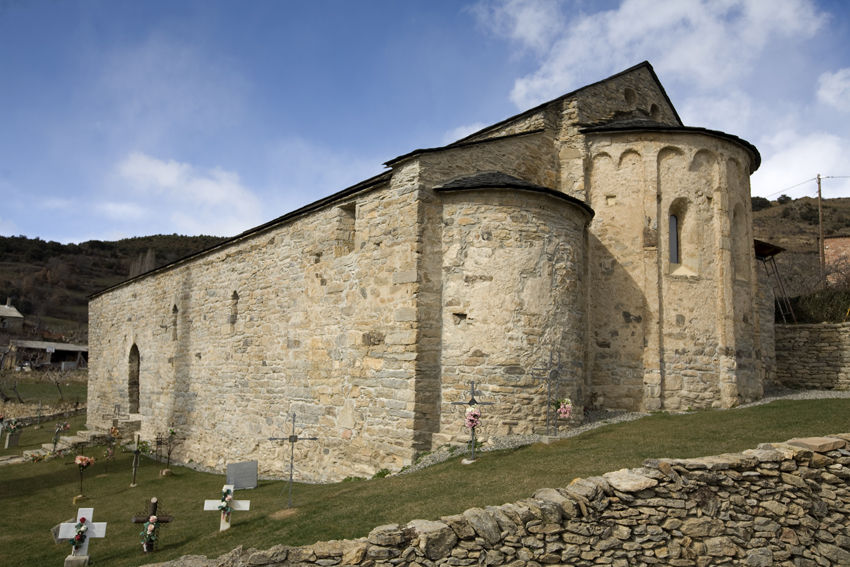
Vinzenzkirche